# Fouchères (Aube)
Fouchères é uma comuna francesa na região administrativa de Grande Leste, no departamento de Aube. Estende-se por uma área de 8,58 km². Em 2010 a comuna tinha 550 habitantes (densidade: 64,1 hab./km²).